# Леополдштат (део бечког округа)
Леополдштат је до 1850. био самостална општина, а данас, као насеље, припада 2. бечком округу, истоименом Леополдштату. 
Некада, ово насеље се називало Werd (острво) gegenüber dem Roten Turm (прекопута црвеног торња), затим Niederer Werd и коначно Unterer Werd. Име "Unterer Werd" је први пут документовано 1337. године. Насеље је настало на подручју Ауа (Auengebiet) на острву између Дунава и дунавског Канала (Donaukanal). У години 1670-ој јеврејско становништво овога мјеста је било протјерано, да би се пар година касније поново вратили. На мјесту синагоге саграђена је црква, која је посвећена царевом патрону (Namenspatron) Леополду. Тако је и настало име Леополдштат. 1850. године усљеђује припајање насеља Бечу, као дијела истоименог округа. Све до Другог свјетског рата ово насеље је остало највећа јеврејска четврт Беча.
Грб Леополдштата приказује светог Леополда на сребрној подлози. Стојећи на зеленој трави, светац у плавој хаљини, црвеном мантилу и са златним мачем са десном златном руком држи модел цркве. У лијевој руци држи доње аустријску заставу на којој су приказани пет златних орлова на плавој подлози.